# Софія Смятонене
Софія Ходакаускайте-Смятонене (лит. Sofija Chodakauskaitė-Smetonien; 13 січня 1885, Ґавеноняй (нині Шяудіняй), Пашвітініо вальшій, Шяуляйський повіт — 28 грудня 1968, Клівленд, США) — литовська громадська діячка, дружина 1-го президента Литви Антанаса Смятони, 1919—1920 та 1926—1940 роках — перша леді держави.

## Біографія
Народився в родині поміщиків Антанаса Ходакаускаса (1850—1925) та Марії Йоани Ходакаускайте-Ходакаускене (1852—1910). Хрещеною матір'ю Софії була донька сестри її батька — Ґабріеле Петкевічайте-Біте. Навчався в гімназії Мінтауя. Після закінчення навчання вона оселилася з батьками в новопридбаному маєтку в Себентішках, містечко Н. Радвілішкис, Біржайського повіту. Тут у 1903 році під час Різдва відбулося весілля А. Смятони та Софії. А. Смятона був близький до родини Ходакауських і до того, з 1895 року він кілька років працював у них домашнім вихователем.
У 1904 році після весілля оселився у Вільнюсі. Тут вона швидко завоював симпатії литовського народу та інтелігенції. Під час Першої світової війни очолював організацію допомоги та піклування.
в 1919 році переїхала до Каунаса, брала участь у благодійній діяльності. Коли А. Смятону було обрано президентом Литви, вона стала першою леді держави, була активною діячкою жіночого руху, покровителем скарбниці комітету з будівництва музею Вітовта Великого, засновником с. Будівництво школи В. Кудірка.
Після захоплення Литви в 1940 році СРСР, в червні втекла з чоловіком до Німеччини, пізніше до Швейцарії і, нарешті, до Клівленда (США), де жив їхній син Юліус.